# Mesochorus scaramozzinoi
Mesochorus scaramozzinoi är en stekelart som beskrevs av Schwenke 1999. Mesochorus scaramozzinoi ingår i släktet Mesochorus och familjen brokparasitsteklar. Inga underarter finns listade i Catalogue of Life.